# Thái Thiếu Phân
Thái Thiếu Phân (蔡少芬) có tên tiếng Anh là Ada Choi (sinh ngày 17 tháng 9 năm 1973 tại Hồng Kông thuộc Anh) là một nữ diễn viên truyền hình - diễn viên điện ảnh nổi tiếng người Hồng Kông. Cô từng là diễn viên độc quyền của hãng TVB.

## Sự nghiệp
Thái Thiếu Phân là Á hậu 2 của cuộc thi Hoa hậu Hồng Kông năm 1991. Thái Thiếu Phân đóng phim đầu tiên năm 1992 và nổi tiếng một năm sau đó với phim truyền hình Ma đao hiệp tình, hợp tác cùng Ôn Triệu Luân. Tiếp đến, cô đóng hàng loạt phim cổ trang như Bạch phát ma nữ truyện, Bao Thanh Thiên và khẳng định tên tuổi với Bàn tay nhân ái, Bí mật của trái tim, Thử thách nghiệt ngã,... Năm 1998, cô đoạt được danh hiệu Nữ diễn viên chính xuất sắc nhất �tại Giải thưởng thường niên TVB với bộ phim Bí Mật Của Trái Tim. Thái Thiếu Phân là một trong Tứ Đại Hoa Đán (danh hiệu dành cho diễn viên nữ được yêu thích nhất) của TVB thập niên 1990-2000 cùng với Quách Khả Doanh, Trần Tuệ San và Tuyên Huyên.
Là một trong những nữ diễn viên trụ cột của TVB, Thái Thiếu Phân từng đóng Bàn tay nhân ái, Thiên địa hào tình, Thâm cung nội chiến 2, Lấy chồng giàu sang... Những năm sau này, cô chủ yếu đóng phim của Trung Quốc đại lục. Khi tấn công sang thị trường Đại lục, Thái Thiếu Phân gặp khó khăn vì nói tiếng Quảng Đông. May mắn cô được chọn thể hiện nhân vật Hoàng hậu Ô Lạp Na Lạp Nghi Tu trong Chân Hoàn truyện và rất được khán giả yêu thích. Mỗi khi xuất hiện trước truyền thông, cô đều được fan yêu mến gọi với biệt danh "nương nương".

## Đời sống cá nhân
Thái Thiếu Phân có mẹ là người gốc Hoa từng sinh sống Việt Nam và Cambodia (theo như những gì cô phát biểu trong một game show của TVB Movie Buff Championship - 超級遊戲獎門人#04 Episode 2 vào năm 2010). 
Thái Thiếu Phân kết hôn với diễn viên Trung Quốc Trương Tấn (Max Zhang Jin) năm 2008 sau hơn 4 năm hẹn hò, họ tổ chức đám cưới ở cả hai nơi Hồng Kông và Trung Quốc với sự tham gia của nhiều bạn bè và có 2 người bạn thân Chu Nhân và Trần Pháp Dung làm dâu phụ cho cô. Họ hiện sinh được 3 đứa con.
Cô có nhóm bạn thân gồm bốn mỹ nhân hàng đầu showbiz Hồng Kông, gồm: Trần Pháp Dung, Chu Nhân, Thái Thiếu Phân và Hồng Hân. Tính đến nay, họ đã gắn bó với nhau hơn hai thập kỷ.

## Giải thưởng
Giải thưởng thường niên TVB
- Nữ diễn viên chính xuất sắc nhất
  - 1998: Thử Thách Nghiệt Ngã
- Cặp đôi được yêu thích nhất [20]
  - 1998: Bàn Tay Nhân Ái - với Ngô Khải Hoa
  - 2001: Bàn Tay Nhân Ái II - với Ngô Khải Hoa
  - 2004: Thám Tử Lùng Danh - với Huỳnh Tử Hoa
- Nhân vật truyền hình được yêu thích [21][22][23]
  - 2001: Nữ Cảnh Sát (Lực Lượng Phản Ứng III)
  - 2002: Huyền Thoại Bắt Đầu
  - 2004: Thám Tử Lừng Danh

## Phim và Giải thưởng

### Phim truyền hình
| Năm  | Tên phim                                   | Tên tiếng Anh                        | Vai diễn                                                   |
| ---- | ------------------------------------------ | ------------------------------------ | ---------------------------------------------------------- |
| 1992 | Vô Ảnh Kim Đao                             | Revelation of the Last Hero          | Ling Seung                                                 |
| 1993 | Ông Chủ Trường Đua                         | Racing Peak                          | Chung Oi Ling                                              |
| 1993 | Ma Đao Hiệp Tình                           | All About Tin                        | Gu Suet                                                    |
| 1993 | Thiên Luân                                 | The Link                             | Chai Suet Yi                                               |
| 1993 | Như Lai Thần Chưởng                        | The Buddhism Palm Strikes Back       | Tin Heung                                                  |
| 1993 |                                            | The Movie About Stupid Mr. Lee       | Fat Jak Fong                                               |
| 1993 | Kim Nha Đại Trạng Sư                       | Man of Wisdom                        | Seung Seung                                                |
| 1994 | Dị Giới Hung Tình                          | Shade of Darkness                    | Lo Siu Mei                                                 |
| 1995 | Chuyện Tình Cô Gái Tóc Bạc                 | The Romance of the White Hair Maiden | Lin Ngai-seung                                             |
| 1995 | Bao Thanh Thiên                            | Justice Pao                          | Mang Yu Yik / Suen Siu Nga                                 |
| 1995 | Cú Đấm Của Luật Pháp                       | The Fist of Law                      | Fa Gu                                                      |
| 1997 | Hồ Sơ Công Lý V                            | File of Justice V                    | Lee Tong                                                   |
| 1998 | Bàn Tay Nhân Ái                            | Healing Hands                        | Tong Chi Lai (Jackie)                                      |
| 1998 | Bí Mật Của Trái Tim                        | Secret of the Heart                  | Suen Wah (Diana)                                           |
| 1999 | Cuộc Tình Ngang Trái                       | A Matter of Business                 | Wong Yuk Fan                                               |
| 1999 | Thử Thách Nghiệt Ngã                       | At the Threshold of An Era           | Tin Ning                                                   |
| 1999 | Lưỡng Diện Nhân                            | Unnatural Born Killer                | Tse Ngan Giu                                               |
| 2000 | Bàn Tay Nhân Ái II                         | Healing Hands II                     | Tong Chi Lai (Jackie)                                      |
| 2000 | Thử Thách Nghiệt Ngã II                    | At the Threshold of An Era II        | Tin Ning                                                   |
| 2001 | Nữ Cảnh Sát (Lực Lượng Phản Ứng III)       | Armed Reaction III                   | Wai Ying Chi                                               |
| 2001 | Đường Đua Ác Liệt                          | On the Track or Off                  | Luk Wing Yee                                               |
| 2002 | Huyền Thoại Bắt Đầu                        | Where the Legend Begins              | Chân Lạc                                                   |
| 2003 | Cầu Vồng Trong Đêm                         | Fate Twisters                        | Sheung Hei                                                 |
| 2003 | Linh Kính Truyền Kỳ                        | The Legend of Magic Mirror           | Dou Dou (豆豆)                                             |
| 2003 | Linh Kính Truyền Kỳ II                     | The Legend of Magic Mirror II        | Dou Dou                                                    |
| 2004 | Cảnh Sát Đặc Nhiệm (Lực lượng Phản Ứng IV) | Armed Reaction IV                    | Wai Ying Chi                                               |
| 2004 | Thám Tử Lừng Danh                          | To Catch the Uncatchable             | Lei Wai Wai (Vivian)                                       |
| 2005 | Thất Kiếm                                  | Seven Swordsmen (七劍下天山)         | Flying Red Sash                                            |
| 2005 | Bão Cát                                    | Dance of Passion                     | Jiu Yuk                                                    |
| 2005 | Bát Trận Đồ                                | Eight Charts (八阵图)                | Qian Xun                                                   |
| 2007 | Thiên Tiên Phối                            | Tian Xian Pei                        | Fourth Fairy (Guest star)                                  |
| 2008 | Kiếm Ngấn Lệ Sầu                           | Lei Hen Jian                         | Die Wu (蝶舞/琥珀)                                         |
| 2008 | Lấy Chồng Giàu Sang                        | The Gem of Life                      | Hong Nga-Sze (Jessica)                                     |
| 2010 | Phi Nữ Chính Truyện                        | Fly with Me                          | Leung Hau-chi (Yvonne) / Janet Bin                         |
| 2010 | Kẻ Thắng Làm Vua                           | Who's the Hero                       | Tung Fa-shun (童花順)                                      |
| 2011 |                                            | Xi Jin Du (西津渡)                   | Shao Yue'e (邵月娥)                                        |
| 2012 | Hậu cung Chân Hoàn truyện                  | The Legend of Zhen Huan              | Ô Lạt Na Lạp Nghi Tu, muội muội của Thuần Nguyên hoàng hậu |
| 2012 | Mỹ Nhân Vô Lệ                              | In Love with Power                   | Hiếu Đoan Văn Hoàng hậu                                    |
| 2013 | Thâm Cung Nội Chiến II                     | Beauty at War                        | Bouamukchaai Sheung-ling                                   |
| 2017 | Anh Họ Cố Lên III                          | Oh My Grad                           | Trương Tiến Cường (Chị Mon)                                |

### Phim điện ảnh
| Năm  | Tên phim                | Tên tiếng Anh                           | Vai diễn            | Ghi chú                                                                                 |
| ---- | ----------------------- | --------------------------------------- | ------------------- | --------------------------------------------------------------------------------------- |
| 1994 | Quan Xẩm Lốc Cốc        | Hail the Judge                          | Yu Yin              |                                                                                         |
| 1994 | Tinh Võ Anh Hùng        | Fist of Legend                          | Hua's Girlfriend    |                                                                                         |
| 1995 | Đại Thoại Tây Du phần 2 | A Chinese Odyssey Part Two - Cinderella | Bà La Sát           |                                                                                         |
| 1995 |                         | The Golden Girls                        | Lulu Shum           |                                                                                         |
| 1996 | Nhân Giang Sắc Tượng    | Love and Sex Among the Ruins            | Billie              | Đề cử - Giải Golden Bauhinia Awards cho Nữ diễn viên chính xuất sắc nhất                |
| 1996 |                         | Once Upon a Time in Triad Society 2     | Deda                | Đề cử - Giải Golden Bauhinia Awards cho Nữ diễn viên phụ xuất sắc nhất                  |
| 1996 |                         | Bloody Friday                           | Ada                 |                                                                                         |
| 1996 |                         | Mystery Files                           | Foo Man Dik         |                                                                                         |
| 1997 |                         | Passionate Nights                       |                     |                                                                                         |
| 1997 |                         | Walk In                                 | May                 |                                                                                         |
| 1997 |                         | Troublesome Night                       | Ken's love interest |                                                                                         |
| 1997 |                         | Made in Heaven                          | Lily Wong           |                                                                                         |
| 1997 |                         | Ah Fai, the Dumb                        | Jody                |                                                                                         |
| 1998 |                         | T.H.E. Professionals                    |                     |                                                                                         |
| 1998 | Casino                  |                                         |                     |                                                                                         |
| 1998 |                         | The Suspect                             | Annie Chung         |                                                                                         |
| 1998 |                         | Your Place or Mine!                     | Vivian Ng           | Đề cử - Giải Hong Kong Film Critics Society Awards cho Nữ diễn viên chính xuất sắc nhất |
| 1998 |                         | Rape Trap                               | Li Shan-Shan        |                                                                                         |
| 1999 | Thầy Thuốc Gặp May      | The Doctor in Spite of Himself          | Don                 |                                                                                         |
| 1999 | My Heart Will Go On     |                                         |                     |                                                                                         |
| 2000 |                         | Paramount Motel                         | Li Yuk-hing         |                                                                                         |
| 2004 |                         | The Miracle Box                         | Dr. Joanna Tse      |                                                                                         |
| 2009 | Đồng Môn                | Rebellion                               | Cheung Wah          | Đề cử - Giải Hong Kong Film Critics Society Awards cho Nữ diễn viên chính xuất sắc nhất |
| 2010 | Nguyệt Quang Bảo Hạp    | Just Another Pandora's Box              | Bà La Sát           | Khách mời                                                                               |
| 2013 | Ngôi Sao May Mắn        | My Lucky Star                           |                     |                                                                                         |
| 2014 | Thiên Tiên Kỳ Hiệp      | Just Another Margin                     |                     |                                                                                         |
| 2014 | Một Bước Đi             | One Step Away                           |                     |                                                                                         |